# 卡贝拉利古雷
卡贝拉利古雷（義大利語：Cabella Ligure），是意大利亚历山德里亚省的一个市镇。总面积46.79平方公里，人口577人，人口密度12.3人/平方公里（2009年）。ISTAT代码为006025。